# Royal Society for the Prevention of Cruelty to Animals

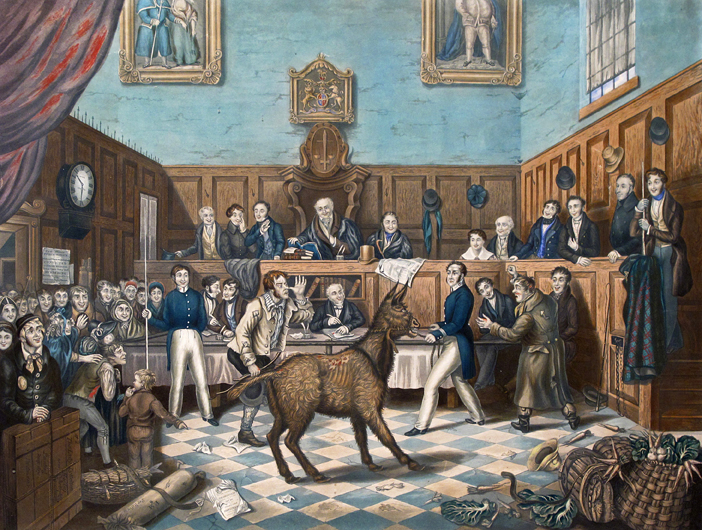
Een schilderij van een rechtszaak tegen Bill Burns wegens mishandeling van zijn ezel. Burns was de eerste persoon wereldwijd die veroordeeld werd vanwege de mishandeling van een dier.

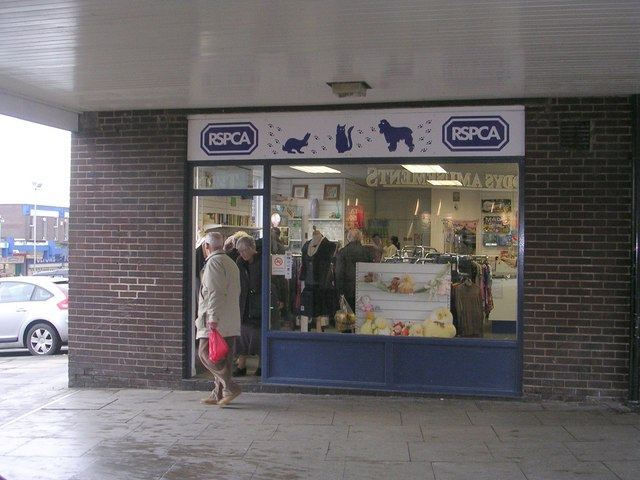
Een winkel van de RSPCA in Leeds.

De Royal Society for the Prevention of Cruelty to Animals (RSPCA) is een dierenwelzijnsorganisatie in Engeland en Wales. Ze werd in 1824 opgericht als de Society for the Prevention of Cruelty to Animal. In 1840 kreeg zij van koningin Victoria het predicaat "koninklijk".

## Geschiedenis

### Achtergrond
Tegen het einde van de achttiende eeuw ontstonden er in de Britse maatschappij steeds meer zorgen over de behandeling van dieren. Die zorgen richten zich zowel op de harde behandeling van werkdieren als op andere misstanden, zoals medische experimenten op dieren, de vossenjacht en de hanengevechten. 
William Pulteney probeerde in april 1800 tevergeefs wetgeving door het parlement te loodsen waardoor gevechten tussen stieren en honden, die voor vermaak werden gehouden, verboden zouden worden. Thomas Erskine leek in 1809 meer succes te hebben met een wet die dierenmishandeling verbood. Volgens Erskine was de zorg voor dieren door God aan mensen toevertrouwd. Dat ging gebaard met een verantwoordelijkheid. Het Lagerhuis stemde in met de wet, maar in het Hogerhuis kwam de wet stemmen te kort, omdat tegenstanders vreesde dat het gevolgen zou hebben voor de jacht en paardenraces. Pas in 1822 wist de Ier Richard Martin een wet aangenomen te krijgen die het welzijn van dieren verbeterde. In dit geval ging het om een wet die de mishandeling van vee verbood

### Oprichting
Op initiatief van de predikant Arthur Broome bundelden voorstanders voor de verbetering van dierenwelzijn hun krachten. Op 24 juni 1824 werd de Society for the Prevention of Cruelty to Animals opgericht. Onder de oprichters bevonden zich prominente parlementariërs als Thomas Fowell Buxton , William Wilberforce, Basil Montagu, John Ashley Warre, James Graham, John Gilbert Meymott en William Mudford.
Broome had zelf in 1822 al vanuit zijn eigen middelen een inspecteur aangesteld die op eigen gezag op zoek ging naar dierenmishandelaars en hen voor het gerecht sleepte. Deze werkmethode werd door de nieuwe organisatie overgenomen, maar tijdelijk opgeschort toen de RSPCA in 1826 te maken had met financiële problemen en Broome, die financieel garant had gestaan, de gevangenis in moest. De inspecteur keerde in 1838 weer terug.
Broome werd in 1828 opgevolgd als Algemeen Secretaris door de joodse Lewis Gompertz. Gompertz geloofde dat aan de gevoelens van mensen en dieren dezelfde waarde moest worden gehecht. Dat ging de andere leden van het genootschap weer te ver. In 1833 verliet Gompertz de organisatie nadat er een resolutie was aangenomen waarin stond dat het handelen van het Genootschap "geheel gebaseerd waren op het christelijk geloof en christelijke principes".

## Werkwijze
De RSPCA probeert politieke besluitvorming te beïnvloeden. In de negentiende eeuw was er veel discussie over de noodzaak van medische experimenten, waaronder vivisectie. Tot de voorstanders daarvan behoorde Charles Darwin. Het tegenkamp werd geleid door Frances Power Cobbe. De RSPCA nam een genuanceerd standpunt in en vond dat vivisectie alleen toegestaan moest worden wanneer het voor het onderzoek noodzakelijk was. Hiermee gingen ze in tegen de visie van de oprichter Artur Broome, die verklaard tegenstander was van vivisectie.
Naast het politieke lobbywerk en het vervolgen van dierenmishandelaars verspreidde de RSPCA lectuur over de verbetering van dierenwelzijn. Vanaf 1865 werd er jaarlijks een dierenzondag georganiseerd, waarbij ook vanaf de preekstoel dieper op het thema dierenwelzijn werd ingegaan. De dierenzondag werd een jaarlijks terugkerend evenement in kerken door heel het Verenigd Koninkrijk en later overgenomen door kerken in Australië en Nieuw-Zeeland. Het was een voorloper van de zogeheten dierenzegeningen, een verschijnsel dat in de jaren zeventig van de twintigste eeuw ontstond. 
Dankzij de inzet van de RSPCA ontstonden er in veel (voormalige) Britse koloniën, zoals Ierland, de Verenigde Staten, Singapore, Hongkong, Australië en Nieuw-Zeeland dierenwelzijnsorganisaties. Vaak is uit de naam de oorsprong af te leiden (bijvoorbeeld de Ulster Society for the Prevention of Cruelty to Animals). Tijdens de Eerste Wereldoorlog steunde RSPCA het Army Veterinary Corps bij de verzorging van paarden, ezels, honden en vogels die in de oorlog werden ingeschat. Volgens eigen schattingen van de RSPCA kwamen bijna een half miljoen dieren om tijdens de oorlog. 
Anno 2021 is de RSPCA een organisatie met een budget van meer dan honderdvijftig miljoen pond. Ondanks de christelijke wortels staat de vereniging bekend als niet-religieus.